# Юшкова (Вікуловський район)
Ю́шкова (рос. Юшкова) — присілок у складі Вікуловського району Тюменської області, Росія.
Населення — 21 особа (2010, 31 у 2002).
Національний склад станом на 2002 рік:
- росіяни — 97 %